# Danny van der Tuuk
Danny van der Tuuk (Assen, 5 november 1999) is een Pools-Nederlands wielrenner die anno 2025 rijdt voor Euskaltel-Euskadi. In 2024 nam hij de Poolse nationaliteit aan en verruilde dus ook zijn Nederlandse licentie voor een Poolse.

## Carrière
Van der Tuuk werd in 2017 derde en won een etappe in de Ronde des Vallées voor junioren. Van 2018 tot 2020 reed hij voor de Nederlandse wielerploeg Metec-TKH Continental Cyclingteam p/b Mantel. Hij verliet deze ploeg in 2021 voor een avontuur bij de Spaanse ploeg Equipo Kern Pharma. Per 2025 rijdt Van der Tuuk voor Euskaltel-Euskadi

## Privé
Danny van der Tuuk is de zoon van voormalig schaatsster Kaśka Rogulska en de broer van wielrenner Axel van der Tuuk.

## Overwinningen
2017
1e etappe Ronde des Vallées

## Resultaten in voornaamste wedstrijden
|      | \| Jaar \| Luik-Bast.‑Luik \| Waalse Pijl \| Parijs-Tours \| \| ---- \| --------------- \| ----------- \| ------------ \| \| 2021 \| \| \| 102e \| \| 2022 \| 114e \| \| \| \| 2023 \| opgave \| 96e \| 135e \| \| 2024 \| opgave \| \| \| |             |              |
| Jaar | Luik-Bast.‑Luik | Waalse Pijl | Parijs-Tours |
| 2021 | |             | 102e         |
| 2022 | 114e |             |              |
| 2023 | opgave | 96e         | 135e         |
| 2024 | opgave |             |              |

## Ploegen
- 2018 –  Metec-TKH Continental Cyclingteam p/b Mantel
- 2019 –  Metec-TKH Continental Cyclingteam p/b Mantel
- 2020 –  Metec-TKH Continental Cyclingteam p/b Mantel
- 2021 –  Equipo Kern Pharma
- 2022 –  Equipo Kern Pharma
- 2023 –  Equipo Kern Pharma
- 2024 –  Equipo Kern Pharma
- 2025 –  Euskaltel-Euskadi

Ariesen · van Bakel · van den Berg · Bouwmans · Dekker · Eising · Gmelich Meijling · Hamelink · van der Horst · de Kleijn · Krul · de Laat · de Lange · Lindenburg · Nieuwpoort · van der Tuuk
Adrià · Agirre · Araiz · Arrieta · Berrade · Carboni (vanaf 9/9) · Carretero · J. Castrillo · Cobo · Galván · C. García Pierna · R. García Pierna · Jaime · D. Lopez · J. López · Marquez · Mendez · Miquel · Moreno · Novikov · Parra · Řepa · Ruiz · Sánchez · van der Tuuk · P. Castrillo (stagiair) · Fernandez (stagiair) · Retegi (stagiair)
Adrià · Agirre · Arrieta · Berrade · Carboni · Carretero · Castrillo · Cobo · Elosegui · Galván · C. García Pierna · R. García Pierna · Jaime · López · Marquez · Miquel · Parra · Řepa (tot 2/5) · Retegi · Ruiz · Sánchez · van der Tuuk · Aznar (stagiair) · Carrascosa (stagiair) · Dorenbos (stagiair)
Agirre · H. Aznar · U. Aznar · Berrade · Brustenga · Castrillo · Cobo · Elosegui · Fernández · Galván · García Pierna · Gutiérrez · Iribar · Jaime · López · Marquez · Miquel · Parra · Retegi · Ruiz · Sánchez · Soto · Uriarte · van der Tuuk · Azanza (stagiair) · Carrascosa (stagiair) · Etxeberria (stagiair)